# Приказы империи Тан
 Приказы империи Тан — система государственных учреждений типа кит. упр. 寺, пиньинь sì, палл. сы — Приказ, по аналогии с приказами Русского государства.
Приказы составляли второй (третий, если считать цензорат) эшелон органов управления империей, наряду с министерствами — шэнами (省) и управлениями цзянь (監). Всего существовало 9 Приказов кит. 九寺.
Внеранговые вспомогательные служащие, в общем случае, не указываются.

## Тайчансыкит.太常寺Приказ Великого постоянстваили Приказ великого Обычая
Приказ занимался ритуалами, музыкой, жертвоприношениями Небу и Земле, рядом с Чанъанью, в императорских храмах предков, на алтарях Земли и Зерна. Обеспечивал проведение обрядов с материально-технической стороны.
- 1 Цин кит. 卿 Распорядитель: основной 3-й ранг.

Возглавлял приказ. Занимается всеми его делами.
- 2 Шаоцина кит. 少卿 Младшие распорядители: основной 3-й высший ранг.

Помогают цину.
- 2 Чэна кит. 丞 Помощники: основной 5-й низший ранг.

Принимают решения по текущим делам.
- 2 Чжубу кит. 主簿 Регистраторы: сопровождающий 7-й высший ранг.
- 4 Боши кит. 博士 Знатоки: сопровождающий 7-й высший ранг.

Разбирались в тонкостях ритуалов свадьбы, гостеприимства, жертвоприношения, войскового парада, похорон. Составляли траурные надписи-«некрологи» для ванов, гунов и чиновников от 3-го ранга и выше. Ассистируют цину при церемониях.
- 6 Тайчжу кит. 太祝 Великие молители: основной 9-й высший ранг.

Носили церемониальные поминальные таблички, молились на коленях во время церемоний. Помогали цину отобрать животных для жертвоприношения.
- 2 Фэнлилана кит. 奉禮郎 Мо́лодцы, помогающие на церемониях: сопровождающий 9-й высший ранг.

Готовили помещения для жертвоприношения, расставляли таблички, указывающие на место императора и сановников.
- 2 Селюйлана кит. 協律郎 Мо́лодцы для гармонизации созвучий: основной 8-й высший ранг.

Следили, чтобы музыканты играли гармонично.
- 2 Луши кит. 錄事 Секретари: основной 8-й высший ранг.

### Лян цзинцзяо шэшукит.兩京郊社署Отделы жертвоприношений в предместьях двух столиц
Один отдел в Чанъани, другой в Лояне.
В каждой столицы были предместья по сторонам света, в зависимости от сезона в одном совершались жертвоприношения на алтарях Земли и Зерна. Синхронно жертвоприношения проводили в дворцовом Зале Света (明堂).
В каждом:
- 1 Лин кит. 令 Начальник: сопровождающий 7-й низший ранг.
- 1 Чэн кит. 丞 Помощник: сопровождающий 8-й высший ранг.

Отдел располагал значительным вспомогательным персоналом.

### Тайюэшукит.太樂署Отдел великой музыки
Отдел занимался музыкальным сопровождением жертвоприношений и праздничных пиров (после религиозных праздников), и государственных церемоний. Обучал музыкантов
- 2 Лина кит. 令 Начальник: сопровождающий 7-й низший ранг.
- 1 Чэн кит. 丞 Помощник: сопровождающий 8-й низший ранг.
- 8 Юэчжанов кит. 樂正 Музыкальный исправник: сопровождающий 9-й низший ранг.

- Огромное количество лично-зависимых музыкантов.

#### Нэйцзяофанкит.內教坊Двор внутреннего обучения
Занимался обучением музыкантов и танцоров. Учителя — знатоки музыки (音聲博士). С 692 школу передали Надзору внутреннего служения.

### Гучуйшукит.鼓吹署Отдел ударных и духовых инструментов
Наиболее используемыми инструментами на церемониях были барабаны, гонги и флейты. Этот отдел занимался их содержанием и установкой, так, что музыканты приходили к уже готовым инструментам.
- 2 Лина кит. 令 Начальник: сопровождающий 7-й низший ранг.
- 2 Чэн кит. 丞 Помощник: сопровождающий 8-й высший ранг.
- 4 Юэчжанов кит. 樂正 Музыкальный исправник: сопровождающий 9-й низший ранг.

### Тайишукит.太醫署Отдел великого врачевания
Занимался медицинским обслуживанием государственных служащих, императорских слуг, дворцовых женщин и других лиц (возможно даже простолюдинов) и подготовкой врачей. Выращивали лекарственные растения.
- 2 Лина кит. 令 Начальник: сопровождающий 7-й низший ранг.
- 2 Чэн кит. 丞 Помощник: сопровождающий 8-й высший ранг.
- 4 Ицзяня кит. 醫監 Управляющий врачеванием: сопровождающий 8-й низший ранг.
- 8 Ичжэнов кит. 醫正 Врачебный исправник: сопровождающий 9-й низший ранг.
- 20 Иши кит. 醫師 Умельцы врачевания: без ранга.
- 10 Чжэньши кит. 針師 Умельцы иглоукалывания: сопровождающий 9-й низший ранг.
- 4 Аньмаоши кит. 按摩師 Умельцы массажа: сопровождающий 9-й низший ранг.
- 2 Чжоуцзиньши кит. 咒禁師 Умельцы заклинаний, отводящие порчу: без ранга.
- 1 И боши кит. 醫博士 Знаток врачевания: основной 8-й высший ранг.

Занимался основным и дополнительным медицинским образованием.
- 1 Чжуцзяо кит. 助教 Пособник обучению: сопровождающий 9-й высший ранг.

Помогал Ибоши в обучении по предметам: Болезни тела, гнойные и опухолевые болезни, болезни детей, болезни ушей и глаз, рта и зубов, болезни цзюэфа (角法).
- 1 Чжэнь боши кит. 針博士 Знаток иглоукалывания: сопровождающий 8-й высший ранг.

Занимался основным и дополнительным медицинским образованием акупунктуре и т. д.
- 1 Чжуцзяо кит. 助教 Пособник обучению: сопровождающий 9-й низший ранг.
- 1 Амно боши кит. 按摩博士 Знаток массажа: сопровождающий 9-й низший ранг.

Занимался основным и дополнительным обучением искусству массажа, вправлению конечностей, лечению переломов и т. д.
- 1 Чжоуцзинь боши кит. 咒禁博士 Знаток заклинаний, отводящих порчу: сопровождающий 9-й низший ранг.

Обучал методам изгнания злых духов.
- Вспомогательные служащие (без ранга): 2 кладовщика (府), 4 регистратора (史), 8 фармацевтов (主藥), 24 младших фармацевта (藥童), 2 наставника фармацевтов (藥園師), 8 студентов-фармацевтов (藥園生), 4 хранителя (掌固), 100 помощников врачей (醫工), 40 студентов-врачей (醫生), 1 ведающий лечением (典藥), 20 студентов-иглоукалывателей (針工), 56 массажистов (按摩工), 15 студентов-массажистов (按摩生), 2 заклинателя (咒禁師), 2 помощника заклинателя (咒禁工), 10 студентов-заклинателей (咒禁生).

### Тайбушукит.太蔔署Отдел высшего гадания
Отдел занимался традиционными китайскими гаданиями и предсказаниями перед церемониями жертвоприношения.
- 1 Лин кит. 令 Начальник: сопровождающий 7-й низший ранг.
- 2 Чэна кит. 丞 Помощник: сопровождающий 8-й низший ранг.
- 2 Бучжэна кит. 卜正 Гадальный исправник: сопровождающий 9-й низший ранг.
- 2 Боши кит. 博士 Знаток: сопровождающий 9-й низший ранг.
- Вспомогательные служащие (без ранга): различные гадатели, предсказатели и их ученики.

### Линьсишукит.籍田Отдел жертвенного зерна и жертвенных животных
Быки, бараны, кабаны, жертвенное зерно и вино. Отдел обеспечивал жертвоприношения этими вещами.
- 1 Лин кит. 令 Начальник: сопровождающий 8-й низший ранг.

Исполнял ритуальные функции при церемонии
- 2 Чэна кит. 丞 Помощник: сопровождающий 9-й низший ранг.

### Фэньцышукит.汾祠署Отдел жертвоприношений в храме реки Фэнь-хэ
Создан в 734 году. Занимался исключительно ритуальным служением в храме Фэнь-хэ. Река Фыньхэ протекала по родным местам предков императорской фамилии Ли. Сейчас неизвестно находился ли храм на берегу реки или в Чанъани.
- 1 Лина кит. 令 Начальник: сопровождающий 8-й низший ранг.
- 1 Чэн кит. 丞 Помощник: сопровождающий 9-й высший ранг.

- Вспомогательные служащие (без ранга): 2 кладовщика (府), 4 регистратора (史), 2 храмовых работника (廟幹).

### Сань хуан у ди ицянь диван сань хуан у ди чжоу вэньван чжоу уван хань гаоцзу лян цзин учэнван мяокит.三皇五帝以前帝王、三皇、五帝、周文王、周武王、漢高祖、兩京武成王廟Отдел храмов древних правителей, трёх властителей, пяти императоров,Чжоу Вэньвана,Чжоу Увана,Лю Бана, храмовЦзян Цзыяв обоих столицах
Отдел занимался обслуживанием обозначенных в названии храмов.
- 1 Лин кит. 令 Начальник: сопровождающий 6-й низший ранг.
- 1 Чэн кит. 丞 Помощник: основной 8-й низший ранг.

## Гуанлусыкит.光祿寺Пиршественный приказ
Обеспечивал дворцовые пиры сладкими и обычными винами, обычной снедью и деликатесами. Осматривались жерственные животные, чистились котлы.
- 1 Цин кит. 卿 Распорядитель: сопровождающий 3-й ранг.

Возглавлял приказ. Занимается всеми его делами.
- 2 Шаоцина кит. 少卿 Младшие распорядители: сопровождающий 4-й высший ранг.

Помогают цину.
- 2 Чэна кит. 丞 Помощники: основной 6-й высший ранг.
- 2 Чжубу кит. 主簿 Регистраторы: сопровождающий 7-й высший ранг.

- 2 Луши кит. 錄事 Секретари: основной 8-й высший ранг.

### Тайгуаньшукит.太官署Отдел великих официальных церемоний
Обеспечивал снедью пиры, дворцовые приёмы и жертвоприношения.
- 2 Лина кит. 令 Начальник: сопровождающий 7-й низший ранг.
- 4 Чэна кит. 丞 Помощник: основной 8-й низший ранг.
- Вспомогательные служащие (без ранга): 4 кладовщика (府), 8 регистраторов (史), 10 управителей кушаний (監膳), 15 регистрирующих управителей кушаний (監膳史), 2400 подавателей еды (供膳), 4 хранителя (掌固) .

### Чжэньсюшукит.珍羞署Отдел изысканных яств
Обеспечивал дворец и жертвоприношения лакомствами, орехами, каштанами, сухим мясом, рыбой, солью, водяными орехами, эвриалой.
- 1 Лин кит. 令 Начальник: основной 8-й низший ранг.
- 2 Чэна кит. 丞 Помощник: основной 9-й низший ранг.

### Лянъюньшукит.良醞署Отдел добрых вин
Обеспечивали винами дворец и храмы. Делали специальное жертвенное вино. Для императора делали специальное вино, в зависимости от времени года.
- 2 Лин кит. 令 Начальник: основной 8-й низший ранг.
- 2 Чэна кит. 丞 Помощник: основной 9-й низший ранг.

- Вспомогательные служащие (без ранга): 3 кладовщика (府), 6 регистраторов (史), 2 контролёра (監事), 20 ответственных за брожение (掌醞), 13 виноделов (酒匠), 120 подносителей кубков (奉觶百), 4 хранителя (掌固).

### Чжанхайшукит.掌醢署Отдел пряных блюд
Занимался мясными (оленина, зайчатина, баранина) и рыбными блюдами с уксусом.
- 1 Лин кит. 令 Начальник: основной 8-й низший ранг.
- 2 Чэна кит. 丞 Помощник: основной 9-й низший ранг.

- Вспомогательные служащие (без ранга): 2 кладовщика (府), 2 регистраторов (史), 10 рубильщиков мяса (主醢), 23 изготовителя соевых соусов (醬匠) и 12 (豉匠), 12 изготовителей уксусных соусов (酢匠), 2 заквасчика (菹醯匠), 4 хранителя (掌固).

## Вэйвэйсыкит.衛尉寺Охранный приказ
Занимался хранением оружия для столичных войск, церемониальных жезлов, барабанов, тентов, циновок, зонтов.
- 1 Цин кит. 卿 Распорядитель: сопровождающий 3-й ранг.

Возглавлял приказ. Занимается всеми его делами.
- 2 Шаоцина кит. 少卿 Младшие распорядители: сопровождающий 4-й высший ранг.

Помогают цину.
- 2 Чэна кит. 丞 Помощники: сопровождающий 6-й высший ранг.

Ведали текущими делами. Занимались учётом выдачи/приёма оружия и инструментов.
- 2 Чжубу кит. 主簿 Регистраторы: сопровождающий 7-й высший ранг.
- 2 Луши кит. 錄事 Секретари: сопровождающий 9-й высший ранг.

### Лян цзин укушукит.兩京武庫署Отдел военных складов двух столиц
Занимался хранением военного снаряжения (оружие, доспехи и оборудование) гарнизонов Чанъани и Лояна. Во время объявления «амнистии» били в барабаны у дворца, устанавливали знак «цзиньцзи» (金雞, золотой петушок).
- 2 Лина кит. 令 Начальник: сопровождающий 6-й низший ранг.
- 2 Чэна кит. 丞 Помощник: сопровождающий 8-й низший ранг.
- 1 Цзяньши кит. 監事 Управляющий делами: основной 9-й высший ранг.

### Уцишукит.武器署Отдел военного снаряжения
Хранили и выдавали оружие и регалии со складов. Снабжали эскорт императора, когда он ездил по стране. Выдавал жезлы «цзи» (戟) для похорон чиновников 6-го ранг и выше. Снабжали парадным оружием стражу храмов предков, дворца, внутренних дворцов, домов высших чиновников и т. д.
- 1 Лин кит. 令 Начальник: основной 8-й низший ранг.
- 2 Чэна кит. 丞 Помощник: основной 9-й низший ранг.
- 2 Цзяньши кит. 監事 Управляющий делами: основной 9-й высший ранг.

### Шоугуншукит.守宮署Отдел соблюдения дворцовых покоев
Хранили и выдавали пологи, матерчатые навесы, балдахины. При жертвоприношениях или поездках императора по стране занимались размещением сопровождающих его аристократов и чиновников. Присылал специальные ширмы, использовавшихся во время экзаменов.
- 1 Лин кит. 令 Начальник: основной 8-й низший ранг.
- 2 Чэна кит. 丞 Помощник: основной 9-й низший ранг.
- 2 Цзяньши кит. 監事 Управляющий делами: основной 9-й высший ранг.

## Цзунчжэнсыкит.宗正寺Приказ по делам императорского рода
Вели генеалогическое древо императорского рода. Отвечали за правильность расстановки поминальных дощиц в храмах предков. В штат приказа брали в основном дальних родственников императора. Также негласно наблюдали за деятельностью родственников императора.
- 1 Цин кит. 卿 Распорядитель: сопровождающий 3-й ранг.

Возглавлял приказ. Занимается всеми его делами.
- 2 Шаоцина кит. 少卿 Младшие распорядители: сопровождающий 4-й высший ранг.

Помогают цину.
- 2 Чэна кит. 丞 Помощники: сопровождающий 6-й высший ранг.

Ведали текущими делами.
- 2 Чжубу кит. 主簿 Регистраторы: сопровождающий 7-й высший ранг.
- 1 Чжитупугуань кит. 知圖譜 Чиновник, ведающий генеалогическими схемами и перечнями: ранг неизвестен.
- 1 Сюйюдегуань кит. 脩玉牒官 Чиновник, составляющий яшмовый список: ранг неизвестен.

Яшмовый список — генеалогия императора.
- 1 Чжицзунцзу бяошигуань кит. 知宗子表疏官 Чиновник, ведающий обращениями, подаваемыми императору членами рода: ранг неизвестен.
- 2 Луши кит. 錄事 Секретари: сопровождающий 9-й высший ранг.

### Чжу линтайкит.諸陵台Администрации императорских гробниц
Одинаковы для все гробниц подведомственных приказу. Занимались поддержанием порядка, охраной гробниц. Распределяли места для будущих погребений. Определяли право на погребение рядом с императорской гробницей для родственников покойного императора и важнейших чиновников.
Для каждой гробницы:
- 1 Лин кит. 令 Начальник: сопровождающий 5-й высший ранг.
- 1 Чэн кит. 丞 Помощник: сопровождающий 7-й низший ранг.
- Вспомогательные служащие (без ранга): 300 стражей гробницы (陵戶) и другие.

### Тайцзы мяокит.太子廟Администрации храмов наследников
Охраняли указанные храмы, убирались, открывали и закрывали ворота, проводили жертвоприношения.
Для каждого храма:
- 1 Лин кит. 令 Начальник: сопровождающий 8-й высший ранг.
- 1 Чэн кит. 丞 Помощник: основной 9-й низший ранг.
- 1 Луши кит. 錄事 Секретарь: ранг неизвестен.

### Тайцзы мяокит.太子陵Администрации гробниц наследников
Функции аналогичны.
Для каждой гробницы:
- 1 Лин кит. 令 Начальник: сопровождающий 8-й высший ранг.
- 1 Чэн кит. 丞 Помощник: основной 9-й низший ранг.
- 1 Луши кит. 錄事 Секретарь: ранг неизвестен.

### Чунсюаньшукит.崇玄署Отдел поклонения горним силам
Учитывал столичные даосские храмы, переписывал даосских монахов и буддийских монахов из Кореи и Японии, проживающие в Чанъани свыше 9 лет, следил за религиозными церемониями вне храмов. Собирал переписи даосских монахов, проводившиеся местными властями раз в три года, и передавал отчёт императору.
- 1 Лин кит. 令 Начальник: основной 8-й низший ранг.
- 1 Чэн кит. 丞 Помощник: основной 9-й низший ранг.

## Тайпусыкит.太僕寺Великий конюшенный приказ
Ему подведомственны конюшни и пастбища, ручные повозки, паланкины. Обеспечивал транспорт для путешествий императора по империи. Количество коней сообщалось, ежегодно, в цзябу бибу (ездовой отдел военной части)
- 1 Цин кит. 卿 Распорядитель: сопровождающий 3-й ранг.

Возглавлял приказ. Занимается всеми его делами.
- 2 Шаоцина кит. 少卿 Младшие распорядители: сопровождающий 4-й высший ранг.

Помогают цину.
- 4 Чэна кит. 丞 Помощники: сопровождающий 6-й высший ранг.

Ведали текущими делами.
- 2 Чжубу кит. 主簿 Регистраторы: сопровождающий 7-й высший ранг.
- 2 Луши кит. 錄事 Секретари: сопровождающий 9-й высший ранг.
- Вспомогательные служащие: 17 кладовщиков (府), 34 регистратора (史), 600 ветеринаров (獸醫), 4 знатока ветеринарного врачевания (獸醫博士), 100 учеников ветеринаров (學生), 4 сторожа (亭長), 6 смотрителей (掌固).

### Чэнхуаншукит.乘黃署Отдел императорских экипажей
Готовил для императора обычные и парадные колесницы, дрессировал и выезживал коней. Масть коней всегда подбиралась к цвету колесницы. Коней к выезду императора готовили 40 дней возничие.
- 1 Лин кит. 令 Начальник: сопровождающий 7-й низший ранг.
- 1 Чэн кит. 丞 Помощник: сопровождающий 8-й низший ранг.
- Вспомогательные служащие (без ранга): 140 возничих (駕士), 14 возчиков на чудесных повозках (羊車小史, готовили маленькие возки для дворцовой территории) и другие.

### Дяньцзюшукит.典廄署Отдел конюшен
Занимался питанием лошадей, быков, других животных, приписанных приказу.
- 2 Лина кит. 令 Начальник: сопровождающий 7-й низший ранг.
- 4 Чэна кит. 丞 Помощник: сопровождающий 8-й низший ранг.
- Вспомогательные служащие (без ранга): 6 колесничих служителей (主乘), 800 возничих (駕士) и другие.

### Дяньмушукит.典牧署Отдел пастбищ
Занимался выпасом домашних животных, заготавливал свежее и вяленое мясо, молочные продукты для жертвоприношений или императорского стола.
- 3 Лина кит. 令 Начальник: основной 8-й высший ранг.
- 6 Чэнов кит. 丞 Помощник: сопровождающий 9-й высший ранг.
- 8 Цзяньши кит. 監事 Управляющий делами: основной 9-й высший ранг.
- Вспомогательные служащие (без ранга): 160 возничих (駕士) и другие.

### Цзюйфушукит.車府署Отдел княжеских экипажей
Занимался колесницами и лошадьми аристократов. Предоставлял чиновникам от 3-го ранга возничих для свадеб и похорон.
- 1 Лин кит. 令 Начальник: основной 8-й низший ранг.
- 1 Чэн кит. 丞 Помощник: сопровождающий 9-й низший ранг.
- Вспомогательные служащие (без ранга): 175 возничих (駕士) и другие.

### Муцзянькит.牧監Управления пастбищ
Для каждого пастбища. Императорские пастбища были трёх уровней и соответственно управления: высшие (上監) от 5000 коней, средние (中監) 3000-5000 коней, низшие меньше 3000 коней (下監).
Каждое высшие управление:
- 1 Цзянь кит. 監 Управитель: сопровождающий 5-й низший.
- 2 Фуцзяня кит. 副監 Товарищ управителя: основной 6-й низший ранг.
- 2 Чэн кит. 丞 Помощник: основной 8-й высший ранг.
- 1 Чжубу кит. 主簿 Помощник: основной 9-й низший ранг.

Каждое среднее управление:
- 1 Цзянь кит. 監 Управитель: основной 6-й низший.
- 1 Фуцзянь кит. 副監 Товарищ управителя: сопровождающий 6-й низший ранг.
- 1 Чэн кит. 丞 Помощник: сопровождающий 8-й высший ранг.
- 1 Чжубу кит. 主簿 Помощник: сопровождающий 9-й высший ранг.

Каждое низшие управление:
- 1 Цзянь кит. 監 Управитель: сопровождающий 6-й низший.
- 1 Фуцзянь кит. 副監 Товарищ управителя: основной 7-й низший ранг.
- 1 Чэн кит. 丞 Помощник: основной 9-й высший ранг.
- 1 Чжубу кит. 主簿 Помощник: сопровождающий 9-й низший ранг.

- Вспомогательные служащие (без ранга): начальник выпаса (牧長) и пристав выпаса (牧尉) были при каждом табуне или стаде.

### Дунгун цзо муцзянькит.東宮九牧監Управление 9 пастбищ наследника престола
Занимался выпасом и прокормом животных, принадлежащих наследнику престола.
В каждом управлении:
- 2 Чэна кит. 丞 Помощник: основной 8-й высший ранг.
- 1 Луши кит. 錄事 Секретарь: сопровождающий 9-й низший ранг.

## Далисыкит.大理寺Приказ великой справедливости
Дали (大理, великий судья) — должность, известная с времён Цинь, тогда так иносказательно называли тинвэя (廷尉), но к танским временам должность превратилась в организацию. Приказ рассматривал уголовные дели и определял наказания, но не решал дела по существу, как синбу. Дела с наказанием в виде ссылки или казни отправлялись в синбу и подтверждались в чжуншушэне и мэньсяшэне.
Приказ повторно рассматривал сложные дела и ставил вопрос о дополнительном расследовании своими силами, или силами судебной части, или даже для передачи императору. Раз в 5 дней приказ проводил проверки задержанных и, находящихся в предварительном заключении.
По современным европейским представлениям далисы был смесью службы исполнения наказаний и кассационного суда, хотя полная аналогия невозможна.
- 1 Цин кит. 卿 Распорядитель: сопровождающий 3-й ранг.

Возглавлял приказ. Занимается всеми его делами.
- 2 Шаоцина кит. 少卿 Младшие распорядители: сопровождающий 5-й (указано в летописи) или 4-й (следует из структуры) низший ранг.

Помогают цину.
- 2 Чжэна кит. 正 Исправники: сопровождающий 5-й низший ранг.

Разбирали дело, определяли статью и наказание, если приговор синбу вынесен неправильно. При казни чиновника 5-го ранга и выше, одни из чжэнов присутствовал на казни.
- 6 Чэнов кит. 丞 Помощники: сопровождающий 6-й высший ранг.

Следили за законностью содержания каторжан и ссыльных. Устраивают заключённым свидания с родными, принимают от осуждённых ходатайства о повторном рассмотрении.
- 2 Чжубу кит. 主簿 Регистраторы: сопровождающий 7-й высший ранг.

Занимались ведением документации, печатями. Учитывали поступающие штрафы, когда осуждённый был вправе выбрать между наказанием или штрафом.
- 2 Юйчэна кит. 獄丞 Помощники по тюрьмам: сопровождающий 9-й низший ранг.

Следили за содержанием всех заключённых в тюрьмах, соблюдением режима, оказанием медицинской помощи и допуском родных к тяжелобольным заключённым.
- 6 Сычжи кит. 司直 Ведающие правдой: сопровождающий 6-й высший ранг.

Выездные следователи. Как и пинши.
- 8 Пинши кит. 評事 Беспристрастный при расследовании дел: сопровождающий 8-й низший ранг.

Выездные следователи. Направлялись в провинции для разбора важных дел. Имели право арестовывать и приостонавливать деятельность даже высоких чиновников.
- 2 Луши кит. 錄事 Секретаря: сопровождающий 9-й высший ранг.

## Хунлусыкит.鴻臚寺Ритуальный приказ
Приказ ведал церемониями: похоронными и дипломатическими. С точки зрения европейца XXI века в это учреждение совмещало функции министерства иностранных дел и похоронного бюро. Но для традиционного мировоззрения это было объяснимо: чужие земли («варварские» для китайцев) и потусторонний мир не сильно различались.
Приказ разрабатывал список вассальных стран по степени важности. В зависимости от важности страны, её посла ставили на определённом месте при приёме у императора. Также вели штатные дипломатические дела: письма, прошения, доклады. Организовывали питание послов, опись из вещей и подаренного им. Взаимодействовали с чжукэ либу (отдел гостей государства церемониальной части). Выписывали проездные документы.
- 1 Цин кит. 卿 Распорядитель: сопровождающий 3-й ранг.

Возглавлял приказ. Занимается всеми его делами. Кроме того передавал соболезнования императора высоким чиновникам и аристократам. Участвовал в погребении чиновников 1-го ранга.
- 2 Шаоцина кит. 少卿 Младшие распорядители: сопровождающий 4-й высший ранг.

Помогают цину. Один обязан присутствовать на похоронах чиновника 2-го ранга.
- 6 Чэнов кит. 丞 Помощники: сопровождающий 6-й высший ранг.

Один обязан присутствовать на похоронах чиновника 3-го ранга.
- 1 Чжубу кит. 主簿 Регистраторы: сопровождающий 7-й высший ранг.
- 2 Луши кит. 錄事 Секретаря: сопровождающий 9-й высший ранг.

### Дянькэшукит.典客署Отдел гостей
Отдел ведёт родословные потомков правивших ранее китайских династий и правящих домов «варваров четырёх сторон света». Отдел принимал в столице иноземных послов и получал от них «дань» (в том числе обычные подарки) для императора и передают «дары» от него. Устраивал для послов пиры. Заранее готовил встречи послов, и обеспечение их медицинской помощью и всеми необходимыми вещами. Поясняют правила этикета.
- 1 Лин кит. 令 Начальник: сопровождающий 7-й низший ранг.
- 3 Чэна кит. 丞 Помощник: сопровождающий 8-й низший ранг.
- 15 Чжанкэ кит. 掌客 Занимающийся гостями: основной 9-й высший ранг.

Провожали и встречали гостей из варварских стран. Обустраивают их проживание в стране.
- Вспомогательные служащие (без ранга): 13 ведающих гостями (典客), 4 кладовщика (府), 9 регистраторов (史), 2 смотрителя (掌固).

### Сыишукит.司儀署Отдел ритуалов
Готовил и проводил государственные похороны для чиновников 5-1 рангов, родителей столичных чиновников 3-1 рангов; дедов и бабок по мужской линии столичных чиновников 3-1 рангов; губернаторов, которые умирали в Чанъани. Отдел предоставлял принадлежности, которые использовались много раз. Для чиновников 5-1 рангов отряжал строителей гробницы.
- 1 Лин кит. 令 Начальник: основной 8-й низший ранг.
- 1 Чэна кит. 丞 Помощник: основной 9-й низший ранг.

## Сынунсыкит.司農寺Земледельческий приказ
Одна из важнейших функций государства: наполнение зерном государственных зернохранилищ. Зерно хранилось для чрезвычайных случаев и для штатных расходов, таких как выдача пайков.
- 1 Цин кит. 卿 Распорядитель: сопровождающий 3-й ранг.

Возглавлял приказ. Занимается всеми его делами.
- 2 Шаоцина кит. 少卿 Младшие распорядители: сопровождающий 4-й высший ранг.

Помогают цину.
- 6 Чэнов кит. 丞 Помощники: сопровождающий 6-й высший ранг.

Учитывали зерновые налоговые поступления. Также отбирали надёжных казённых рабов (奴婢) и личнозависимых (官戶) для работы во дворце.
- 2 Чжубу кит. 主簿 Регистраторы: сопровождающий 7-й высший ранг.
- 2 Луши кит. 錄事 Секретаря: сопровождающий 9-й высший ранг.

### Шан линшукит.上林署Отдел Высочайших рощ
Отдел ведал парками, садами, прудами. Выращиванием фруктов и овощей для снабжения дворца и жертвоприношений и нужд чиновничества.
- 2 Лин кит. 令 Начальник: сопровождающий 7-й низший ранг.
- 2 Чэна кит. 丞 Помощник: сопровождающий 8-й низший ранг.
- 10 Цзяньши кит. 監事 Управляющий делами: основной 9-й высший ранг.

### Тайцаншукит.太倉署Отдел Великих зернохранилищ
Управлял зернохранилищами Чанъани.
- 3 Лин кит. 令 Начальник: сопровождающий 7-й низший ранг.
- 5 Чэнов кит. 丞 Помощник: сопровождающий 8-й низший ранг.
- 8 Цзяньши кит. 監事 Управляющий делами: основной 9-й высший ранг.

### Гоудуньшукит.鉤盾署Отдел отлова и заготовок
Снабжал дворец дровами, углём, гусями, утками, тростником и ситником, остальной продукцией. Для снабжения существовали специальные угодья с прудами, озёрами и болотами, в которых заготавливались растения и водоплавающая птица.
- 2 Лин кит. 令 Начальник: основной 8-й высший ранг.
- 4 Чэна кит. 丞 Помощник: основной 9-й высший ранг.
- 10 Цзяньши кит. 監事 Управляющий делами: основной 9-й высший ранг.

### Даогуаньшукит.導官署Отдел сортировки зерна
Отдел занимался сортировкой зерна по категориям, учётом его порчи и поднесением для использования, в зависимости от степени качества и чистоты.
- 2 Лин кит. 令 Начальник: основной 8-й низший ранг.
- 4 Чэна кит. 丞 Помощник: основной 9-й высший ранг.
- 10 Цзяньши кит. 監事 Управляющий делами: основной 9-й высший ранг.

### Цанцзянькит.倉監Управления зернохранилищ
У каждого зернохранилища было управление, которое регистрировало оборот зерна. Сдавало ежегодные отчёты.
В каждом:
- 1 Цзянь кит. 監 Управитель: основной 7-й низший ранг.
- 2 Чэна кит. 丞 Помощник: сопровождающий 8-й низший ранг.

### Сычжуцзянькит.司竹監Управления бамбука
Занималось посадками бамбука и тростника. Снабжало государственные организации всем, что производилось из бамбука. Молодые побеги бамбука каждый год отправлялись к императорскому столу.
- 1 Цзянь кит. 監 Управитель: сопровождающий 6-й низший ранг.
- 1 Фу цзянь кит. 副監 Товарищ управителя: основной 7-й низший ранг.
- 2 Чэна кит. 丞 Помощник: основной 8-й высший ранг.

### Танцзянькит.湯監Управления горячих источников
Горячие источники считались лечебными и многие имели свои управления. Они обслуживали бассейны с горячей водой, сооружениями при источниках, дамбами, запрудами. Запасами продовольствия для гостей. У многих аристократов были свои усадьбы на источниках, управление следило за ними. На горячих почвах возле источников выращивали овощи для императора и храмов предков (陵廟).
В каждом:
- 1 Цзянь кит. 監 Управитель: сопровождающий 6-й низший ранг.
- 1 Чэна кит. 丞 Помощник: основной 7-й низший ранг.
- Безранговый штат: секретарь (錄事), кладовщик (府), 2 регистратора (史), 4 хранителя (掌固).

### Цзинду чжу гунъюань цзунцзянькит.京都諸宮苑總監Главные управления дворцовых парков столиц
Занимались дворцовыми парками за пределами Чанъани и Лояна. Следили за их строениями, павильонами, беседками, прудами. Регистровали всех парковых животных и служащих работников.
В каждом:
- 1 Цзянь кит. 監 Управитель: сопровождающий 5-й низший ранг.
- 1 Фу цзянь кит. 副監 Товарищ управителя: сопровождающий 6-й низший ранг.
- 2 Чэна кит. 丞 Помощник: сопровождающий 7-й низший ранг.
- 2 Чжубу кит. 主簿 Помощник: сопровождающий 9-й высший ранг.
- Безранговый штат: 5 ветеринаров (獸醫) и другие.

### Цзинду чжу юаньюаньцзянь юаньсыманьцзянькит.京都諸園苑監、苑四面監Управления всех садов и парков столиц и управления парков, расположенных по четырём сторонам столиц
Приводили в порядок указанные парки, парковых дворцов, беседок, садов и прудов, посевами, посадками, животными.
В каждом:
- 1 Цзянь кит. 監 Управитель: сопровождающий 6-й низший ранг.
- 1 Фу цзянь кит. 副監 Товарищ управителя: сопровождающий 7-й низший ранг.
- 2 Чэна кит. 丞 Помощник: сопровождающий 8-й низший ранг.

### Цзючэнгун цзунцзянькит.九成宮總監Главное управление дворца близкого совершенства
Содержало дворец Цзючэнгун, возведённый при Суй.
В каждом:
- 1 Цзянь кит. 監 Управитель: сопровождающий 5-й низший ранг.
- 1 Фу цзянь кит. 副監 Товарищ управителя: сопровождающий 6-й низший ранг.
- 1 Чэна кит. 丞 Помощник: сопровождающий 7-й низший ранг.
- 1 Чжубу кит. 主簿 Помощник: сопровождающий 9-й высший ранг.

### Чжу яньчизянькит.諸鹽池監Управления соледобычи
Специальные соленосные водоёмы управлялись государством.
В каждом:
- 1 Цзянь кит. 監 Управитель: основной 7-й низший ранг.

### Чжу туньцзянькит.諸屯監Управления поселений
Это были государственные поселения внутри Китая, заграничными ведала Работная часть. Эти поселения поддерживали стратегический запас продуктов питания и, иногда, снабжали армию. Строго учитывалось производство продукции, при этом делали поправку на природные условия.
- 1 Цзянь кит. 監 Управитель: сопровождающий 7-й низший ранг.
- 1 Чэна кит. 丞 Помощник: сопровождающий 8-й низший ранг.

Проводил аттестацию подчинённых
- Безранговый штат: старшина поселения (屯主) руководил работами, собирал налоги; помощник старшины (屯副), регистратор (主簿), секретарь (錄事), кладовщик (府), 5 писцов (史).

## Тайфусыкит.太府寺Приказ великих припасов
Занимался хранением государственной собственности, складами. Регулировал торговлю, центральные рынки, политикой ценообразования. Собирал налоги, выплачивал жалование чиновникам. Готовил шёлковые свитки для жертвоприношений.
- 1 Цин кит. 卿 Распорядитель: сопровождающий 3-й ранг.

Возглавлял приказ. Занимается всеми его делами.
- 2 Шаоцина кит. 少卿 Младшие распорядители: сопровождающий 4-й высший ранг.

Помогают цину.
- 4 Чэна кит. 丞 Помощники: сопровождающий 6-й высший ранг.

Вели текущие дела, проверяли документацию левой и правой кладовой, которая сдавалась в отдел имуществ Подворной части.
- 2 Чжубу кит. 主簿 Регистраторы: сопровождающий 7-й высший ранг.

Ведают печатями, перечнями. Проверяют отсутствие задержки в делах. Каждый год в 8-й лунный месяц выверяю рыночные меры веса, длины и т. д., мерки торговцев заверяются их печатями.
- 2 Луши кит. 錄事 Секретаря: сопровождающий 9-й высший ранг.

### Лин цзин чжу ши шукит.兩京諸市署Отделы столичных рынков
Следят за торговлей в столицах и правилами торговли. Каждые 10 дней корректировали цены, смотря по категории качества товаров. Открывали походные рынки, когда император путешествовал по стране. На пограничных ранках (互市) дежурили по 50 стражей (衛士) от отделов.
- 1 Лин кит. 令 Начальник: сопровождающий 6-й высший ранг.
- 2 Чэна кит. 丞 Помощник: основной 8-й высший ранг.

### Цзо цзан шукит.左藏署Отдел левой кладовой
Это была казна хранившая деньги и щёлк, поступавшие в виде налогов.
- 3 Лина кит. 令 Начальник: сопровождающий 7-й низший ранг.

Одни из начальников вместе с Державным наблюдателем — юйши (禦史) заверял поступление налогов
- 5 Чэнов кит. 丞 Помощник: сопровождающий 8-й низший ранг.
- 8 Цзяньши кит. 監事 Управляющий делами: основной 9-й высший ранг.

### Ю цзан шукит.右藏署Отдел правой кладовой
Это была казна хранившая золото, яшму, жемчуг, драгоценные камни, медь, железо, ценные кости и рога, зубы и шерсть, вышитые шелка и картины на щёлке.
- 2 Лина кит. 令 Начальник: основной 8-й высший ранг.
- 3 Чэна кит. 丞 Помощник: основной 9-й низший ранг.
- 4 Цзяньши кит. 監事 Управляющий делами: основной 9-й высший ранг.

### Чан пин шукит.常平署Отдел постоянства и выравнивания
Скупал излишки зерна у населения в урожайные годы, а в неурожайные наоборот распродавал задёшево. Таким образом стабилизировалась цена на зерно.
- 1 Лин кит. 令 Начальник: сопровождающий 7-й высший ранг.
- 2 Чэна кит. 丞 Помощник: сопровождающий 8-й низший ранг.
- 5 Цзяньши кит. 監事 Управляющий делами: основной 9-й высший ранг.